# United Nation Preventive Deployment Force

UNPREDEP medaljband

United Nation Preventive Deployment Force (UNPREDEP) var den insats som Förenta nationerna placerade i Makedonien för att förhindra spridning av konflikten i det forna Jugoslavien. 
FN-insatsen inleddes under UNPROFOR-mandat, men efter  Daytonavtalet skapades UNPREDEP med samma mandat för att säkerställa mandatets uppfyllande.
UNPREDEP avslutades under början av 1999 då Kina lade sitt veto i FN:s säkerhetsråd mot en fortsatt insats. Anledningen var att Makedonien öppnat diplomatiska förbindelser med Taiwan.

## Svenska bidrag
Den svenska insatsen i Makedonien omfattade till en början stabspersonal och ett skyttekompani inom Nordic Battalion. Insatsen fick benämningen MA. Då MA 03 förflyttades till Nordbatt 2 i Bosnien 1994 inskränkte sig den svenska insatsen i Makedonien till en stabs- och en skyttepluton. Under MA12 utökades det svenska bidraget till ett helt skyttekompani.